# 佐々木宗綱
佐々木 宗綱（ささき むねつな）は、鎌倉時代中期の武将・御家人。京極氏2代当主。京極宗綱とも。佐々木道誉は外孫に当たる。

## 略歴
宝治2年（1248年）、佐々木氏信の四男として誕生した。弘安8年（1285年）、霜月騒動で功を上げ、従五位下・能登守に叙任された。
弘安10年（1287年）、幕府が朝廷に対し、大覚寺統の後宇多天皇から持明院統の伏見天皇への譲位を促した際にはその使者となっている。正応2年（1289年）には久明親王が8代将軍に就任し六波羅探題へ向かった行列に随行している。永仁3年（1295年）に父が死去し、別家を立てた長兄・頼氏、早世した兄・範綱、満信に代わり家督を継ぐ。しかし、わずか2年後の永仁5年（1297年）9月10日に死去した。享年50。
長男の祐信は意に叶わなかったとされ、次男の時綱は早世、そのため三男の貞宗が跡を継いだ。